# Puccini Spur
Der Puccini Spur ist ein rund 10 km langer Gebirgskamm im nördlichen Teil der Alexander-I.-Insel vor der Westküste der Antarktischen Halbinsel. Er ragt unmittelbar südlich des Mahler Spur auf und erstreckt sich südwestlich in den Mozart-Piedmont-Gletscher.
Aus der Luft entdeckt und grob kartiert wurde er 1937 bei der British Graham Land Expedition (1934–1937) unter der Leitung des australischen Polarforschers John Rymill. Luftaufnahmen der US-amerikanischen Ronne Antarctic Research Expedition (1947–1948) dienten dem britischen Geographen Derek Searle vom Falkland Islands Dependencies Survey im Jahr 1960 für eine genauere Kartierung. Das UK Antarctic Place-Names Committee benannte den Gebirgskamm 1961 nach dem italienischen Komponisten Giacomo Puccini (1858–1924).